# Famille Cahen d'Anvers
La famille Cahen d'Anvers est une famille française juive, originaire d'Allemagne et de Belgique, active dans les affaires financières et politiques depuis le XVIIIe siècle. Elle s'est distinguée avec Albert et Louis Cahen d'Anvers.
Elle est considérée avec d'autres familles (Rothschild, Wertheimer, Bischoffsheim, Goldschmidt, etc) avec qui elle s'est alliée comme faisant partie de l'élite juive européenne,.
Au départ, les Cahen d'Anvers étaient actifs dans le commerce des diamants et des bijoux, ainsi que dans le prêt d'argent à des nobles et à des dirigeants de l'État avant de se faire connaître dans les domaines de la banque et de la finance. Au XIXe siècle, la famille a prospéré grâce à la banque Cahen d'Anvers, qui est devenue une institution financière importante en Belgique et a connu un grand succès jusqu'à sa liquidation après la Seconde Guerre mondiale. Certains membres de la famille ont également occupé des postes éminents dans des entreprises et des institutions financières, tandis que d'autres étaient des collectionneurs d'art importants.
Les descendants de la famille Cahen d'Anvers sont encore actifs dans les arts, les affaires et les activités philanthropiques.

## Possessions
Les Cahen d'Anvers ont été les propriétaires de plusieurs domaines en France, en Belgique, en Allemagne et en Italie, parmi lesquels le château de Champs-sur-Marne, dont ils ont fait don à l'État. Grands collectionneurs d'art, ils ont commandé plusieurs portraits à Auguste Renoir, Léon Bonnat et Carolus-Duran.

## Historique

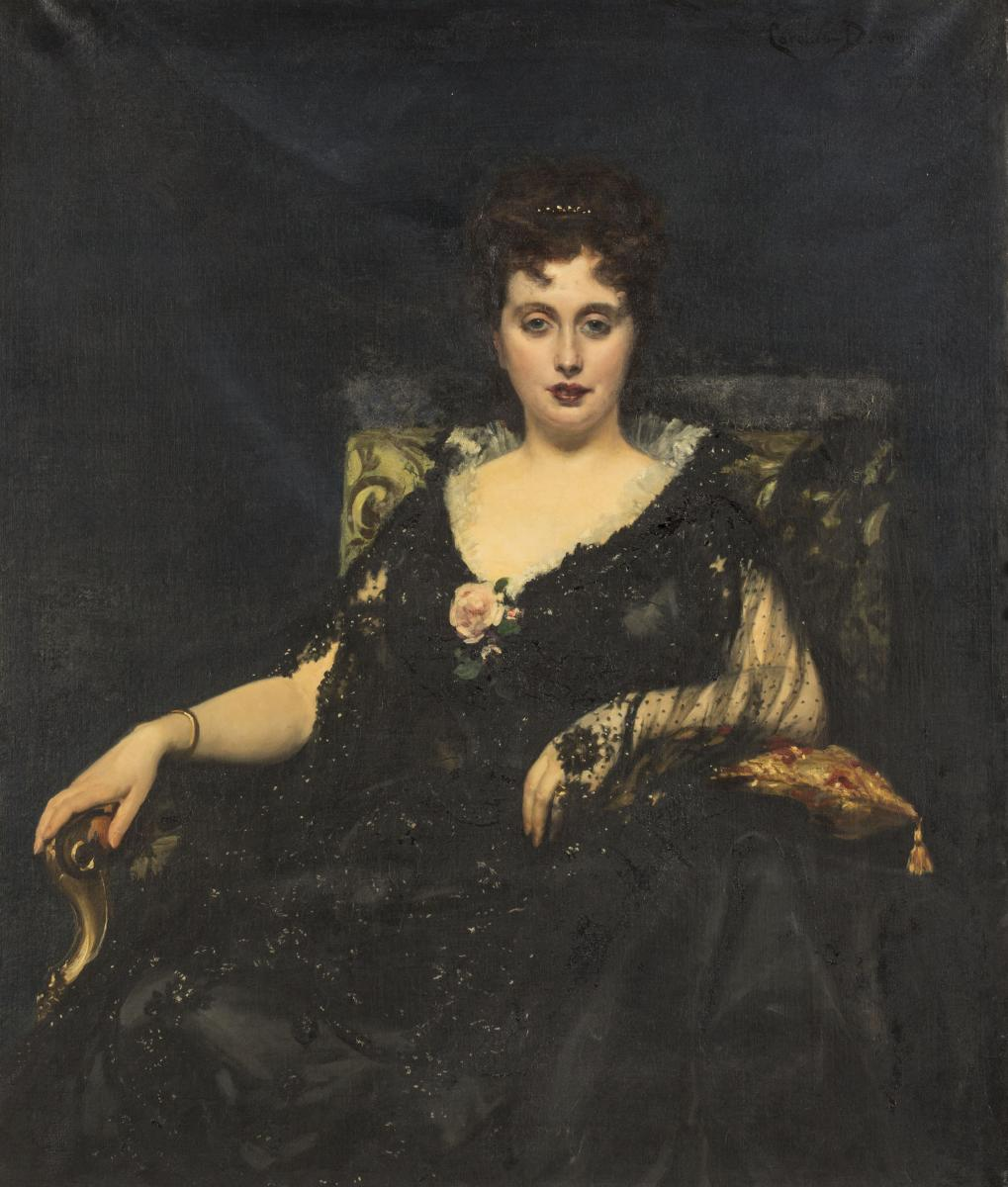
Portrait de Louise Cahen d'Anvers
Carolus-Duran, 1874
(au château de Champs-sur-Marne)

Meyer Joseph Cahen est titré comte par le roi Charles-Albert de Sardaigne, qu'il a soutenu financièrement en 1848, titre accordé à toute sa descendance masculine en 1866, par le roi d’Italie Victor-Emmanuel II, en reconnaissance pour son soutien au mouvement d’unification italienne ; ce qui fait de lui un des rares banquiers, de confession juive et de nationalité française, honorés du titre de comte par la couronne d'Italie avec les Camondo et les Reinach.
« Il n'avait transféré sa maison de banque à Paris qu'en 1848, juste avant de se faire naturaliser. Il ajouta d'autorité d'Anvers à son patronyme sans y être autorisé (...) pour se rapprocher d'une sorte d'élite en faisant illusion sur une probable particule. Il n'en avait pas le droit car un décret de 1808 interdisait aux Juifs qui fixaient leur nom, d'adopter celui d'une ville. Son ascension fut très rapide. Dans les bons jours, il n'hésitait pas à se prétendre descendant du roi David. »
Certains chroniqueurs racontent que du temps de son ascension Joseph a pris l'habitude de signer sa correspondance « C. d'Anvers », ce qui cesse lorsque le financier Oppenheim de Cologne lui adresse une lettre ironiquement signée « O. de Cologne » et quelques auteurs (dont Henry Coston, dans son Dictionnaire des dynasties bourgeoises et du monde des affaires, 1975) prétendent que le titre des Cahen est romain (papal), ce qui est un qualificatif méprisant. À ses obsèques, en 1881, le grand rabbin prononce un discours dont il fait distribuer le texte qui s'adresse à feu « Monsieur le comte Meyer Joseph Cahen (d'Anvers) », la particule étant mise entre parenthèses.
La chronique mondaine — souvent antisémite — surnomme ironiquement son fils Édouard « le comte courant », Louis « le comte à l'envers » et Raphaël « le comte à dormir debout ». » Le quatrième frère, Albert, a échappé aux surnoms ; il est musicien, ami des peintres et des écrivains. Certains descendants se font appeler de Cahen et un décret du 21 août 1923 autorise le changement de nom en « Cahen d'Anvers ». Plusieurs membres de la famille se convertissent au catholicisme.
Élisabeth Cahen d'Anvers (1874-1944) se convertit au catholicisme en 1895, quelques mois avant son mariage avec Jean de Forceville. Le matin du 26 janvier 1944 alors qu'elle sortait de la messe, devant la porte d'entrée de l'Abbaye Saint-Pierre de Solesmes avec une de ses amies l'écrivain Marguerite Aron, elles furent arrêtées par la gestapo et furent envoyées en déportation à Auschwitz pendant la Seconde Guerre mondiale, Elisabeth Cahen d'Anvers disparaît dans les camps vers avril 1944. Sa nièce Béatrice de Camondo connut le même sort avec son mari et les deux enfants de cette dernière.
En plus du château de Champs-sur-Marne, les Cahen d'Anvers ont été les propriétaires du petit hôtel de Villars à Paris (au 118, rue de Grenelle, aujourd'hui lycée Paul Claudel-d'Hulst), d'un hôtel particulier (l'hôtel Cahen d'Anvers) au 2, rue de Bassano (construit en 1880 pour Louis Cahen d'Anvers), du château de Nainville-les-Roches, du château de Torre Alfina entre Orvieto et Bolsena, et de la villa della Selva à Allerona.
Après que son père Charles, ait donné le château de Champs à l'Etat français (1935), son fils aîné Gilbert, s'est établi en Argentine, où vivent certains de ses descendants, dont Monica Cahen d'Anvers (es), journaliste et sa fille Sandra Mihanovich (es), artiste.

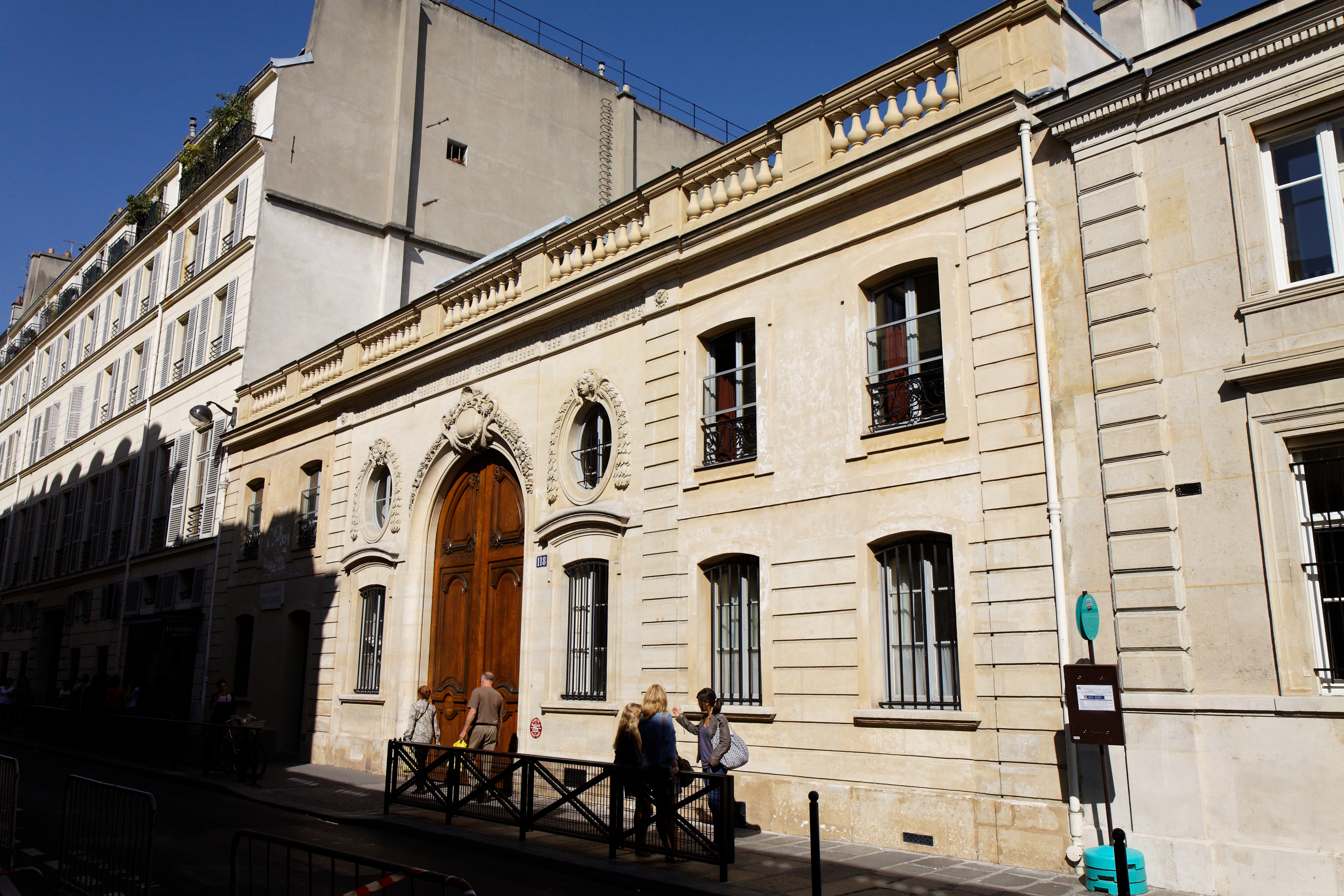
Petit hôtel de Villars (aujourd'hui lycée Paul Claudel-d'Hulst).
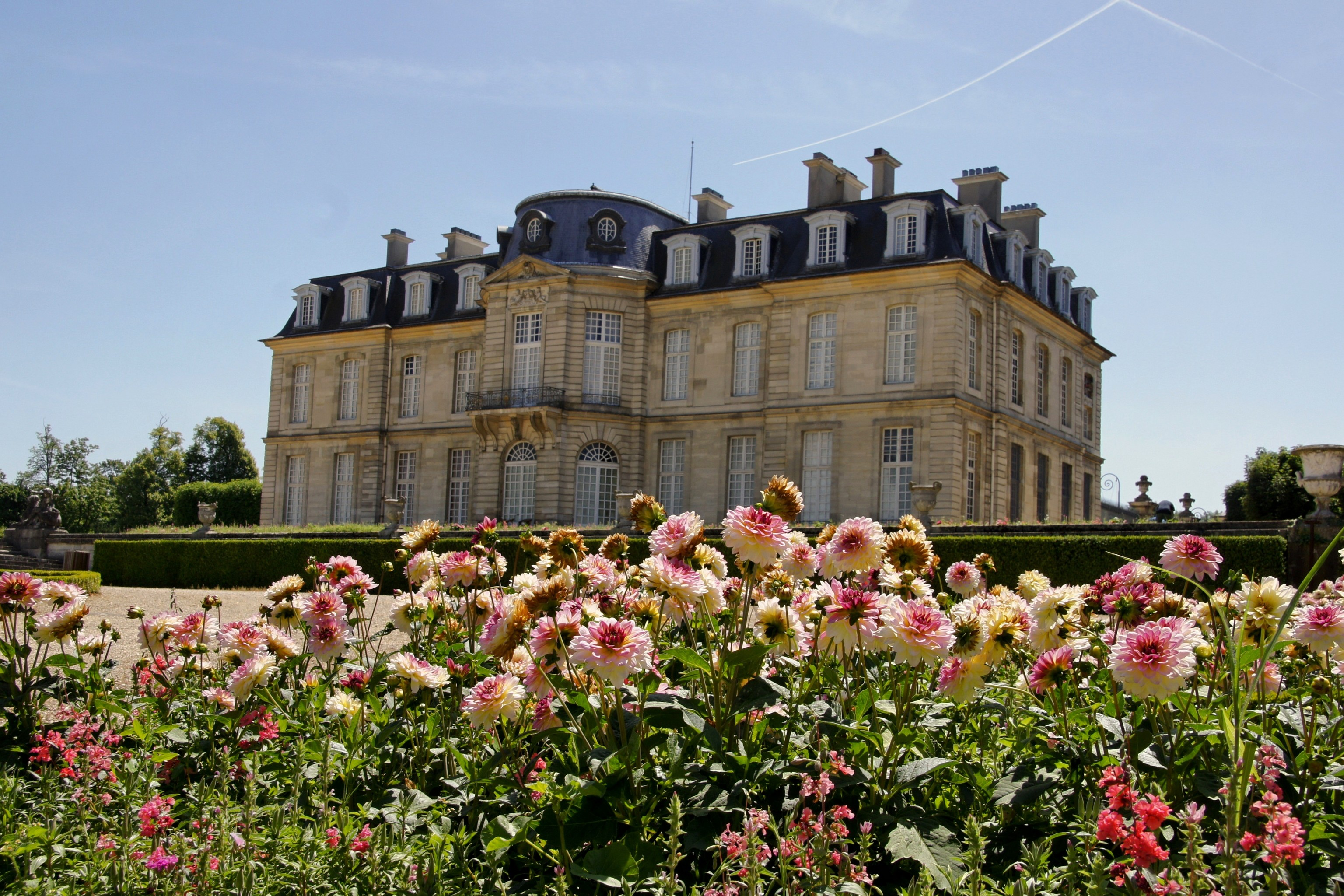
Château de Champs-sur-Marne.
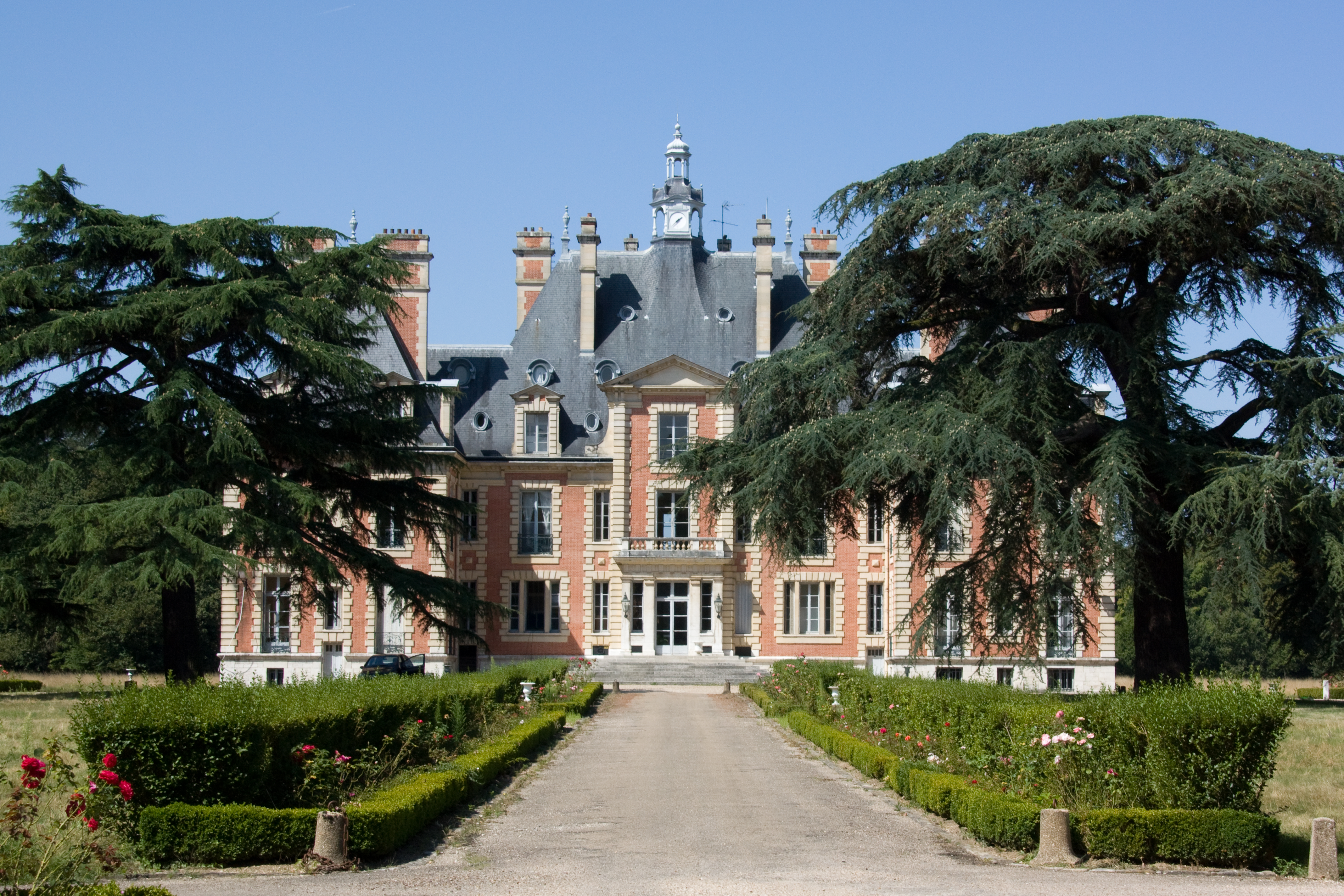
Château de Nainville-les-Roches.
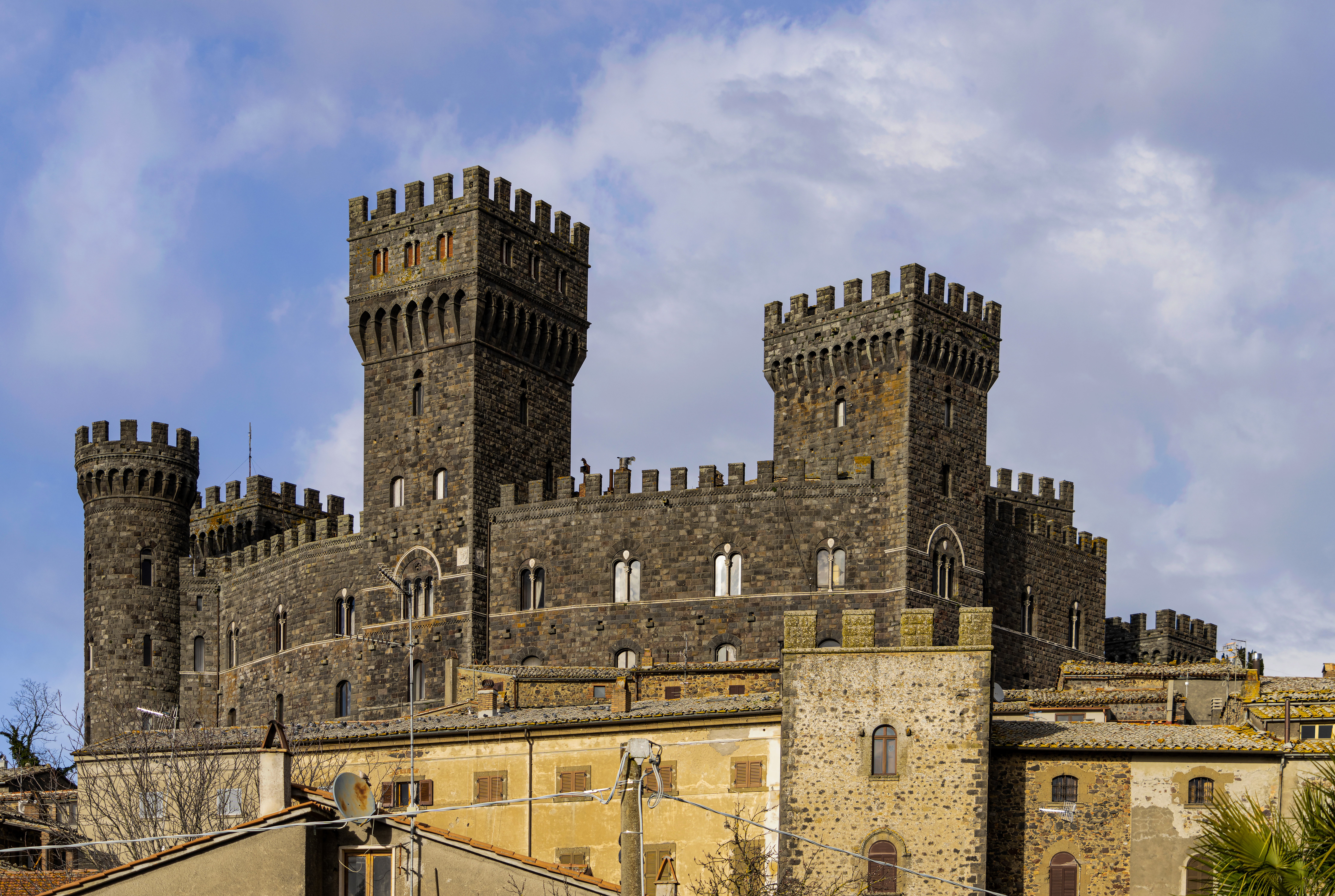
Château de Torre Alfina (it).
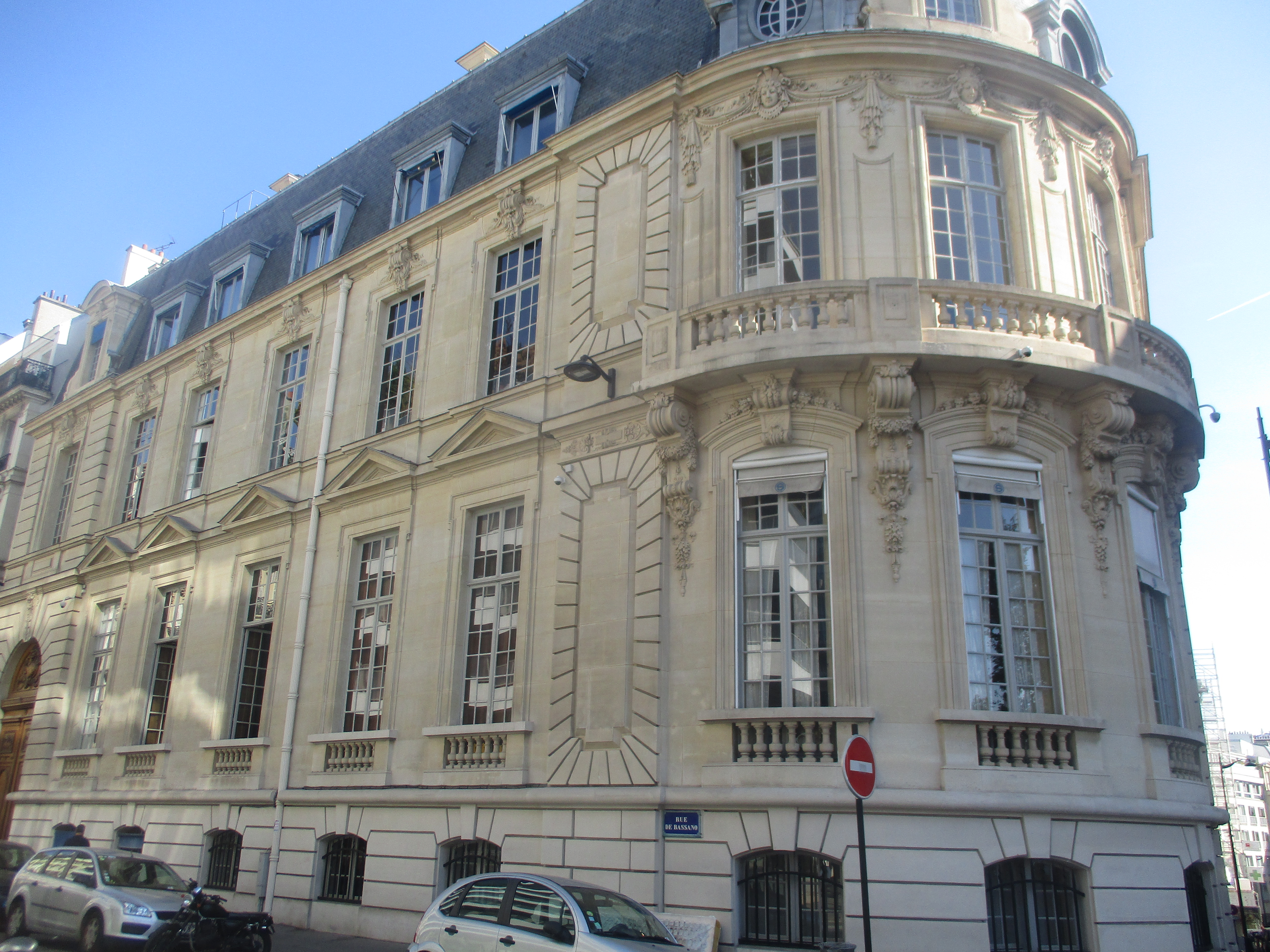
Hôtel Cahen d'Anvers à l'angle de la rue de Bassano et de l'avenue d'Iéna, Paris XVIe.

## Liens de filiation entre les personnalités notoires
- Joseph Lambert Cahen (1763-1809), courtier de la banque Bischoffsheim, marié à Sophie Scheuer (née en 1777)
  - Meyer Joseph Cahen, dit d'Anvers (Bonn, 1804 – Nainville-les-Roches, 1881), titré « comte Cahen d'Anvers », marié à Clara Bischoffsheim (1810–1876)
    - Louis Cahen d'Anvers (24 mai 1837, Anvers - 20 décembre 1922, Paris), banquier, marié à Louise de Morpurgo (1er avril 1845, Trieste - 21 juin 1926, Paris)
      - Irène Cahen d'Anvers (1872–1963), mariée au comte Moïse de Camondo (1860-1935), banquier, puis se convertit au catholicisme pour épouser le comte Charles Sampieri (1863-1930)
      - Alice Cahen d'Anvers (1876-1965), mariée au général britannique Charles Townshend,

    - Raphaël Cahen d'Anvers (1841-1900[10].), banquier, marié à Irène de Morpurgo (1849-1890)[11], branche convertie au catholicisme
      - Louise Claire Élise Cahen d'Anvers (1869-1929), mariée à Étienne Gourgaud, comte du Taillis
      - Élisa Raphaële Cahen d'Anvers (1873-1899), mariée à Ferdinand, prince de Faucigny-Lucinge et de Coligny (1868-1928)

    - Albert Cahen (1846-1903), musicien, marié à Rosalie Louise Loulia Warschawsky (1854-1918), sœur de Marie Kann.

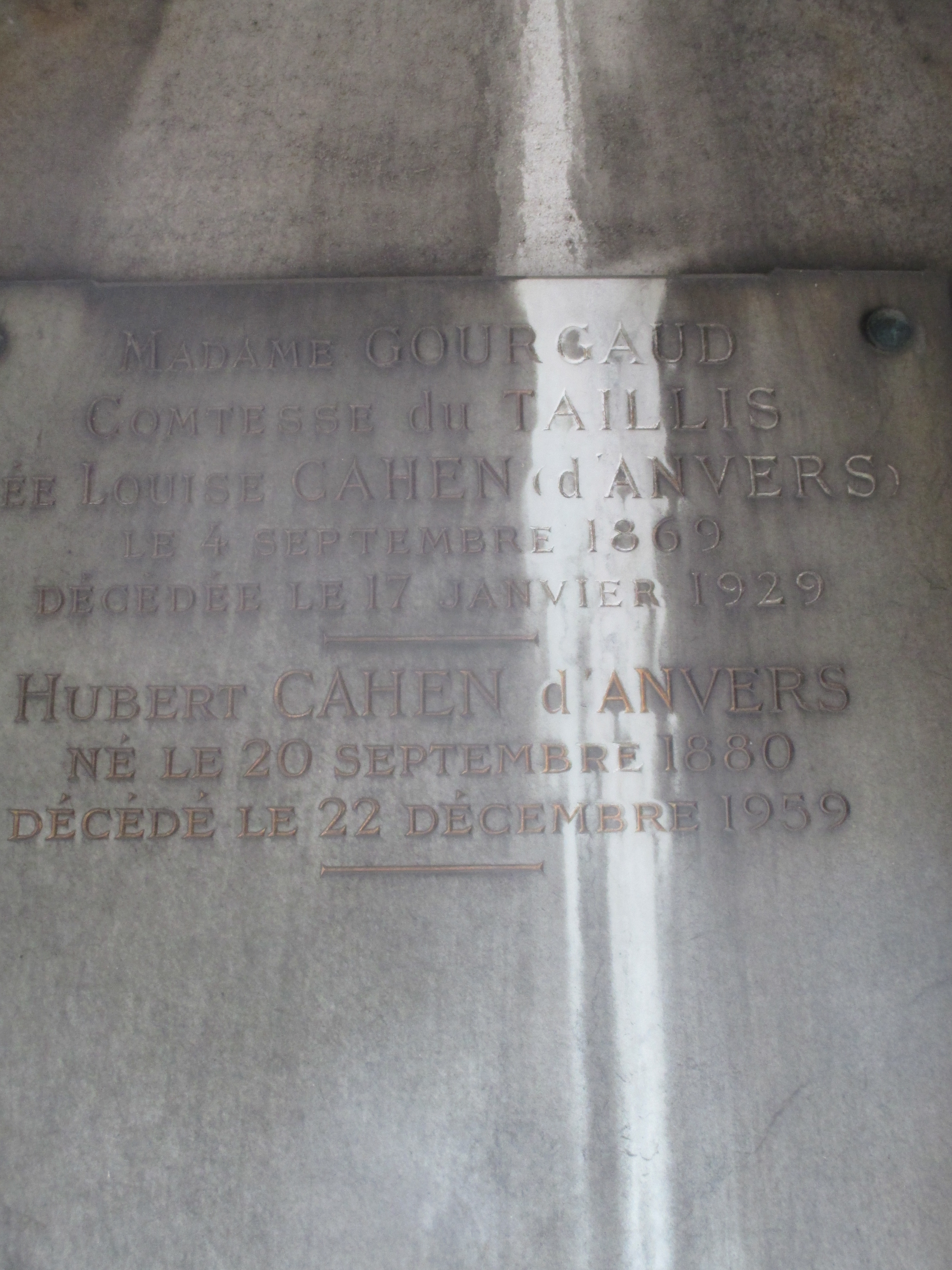
Plaque de la comtesse Gourgaud du Taillis née Cahen d'Anvers (1869-1929) et d'Hubert Cahen d'Anvers (1880-1959).
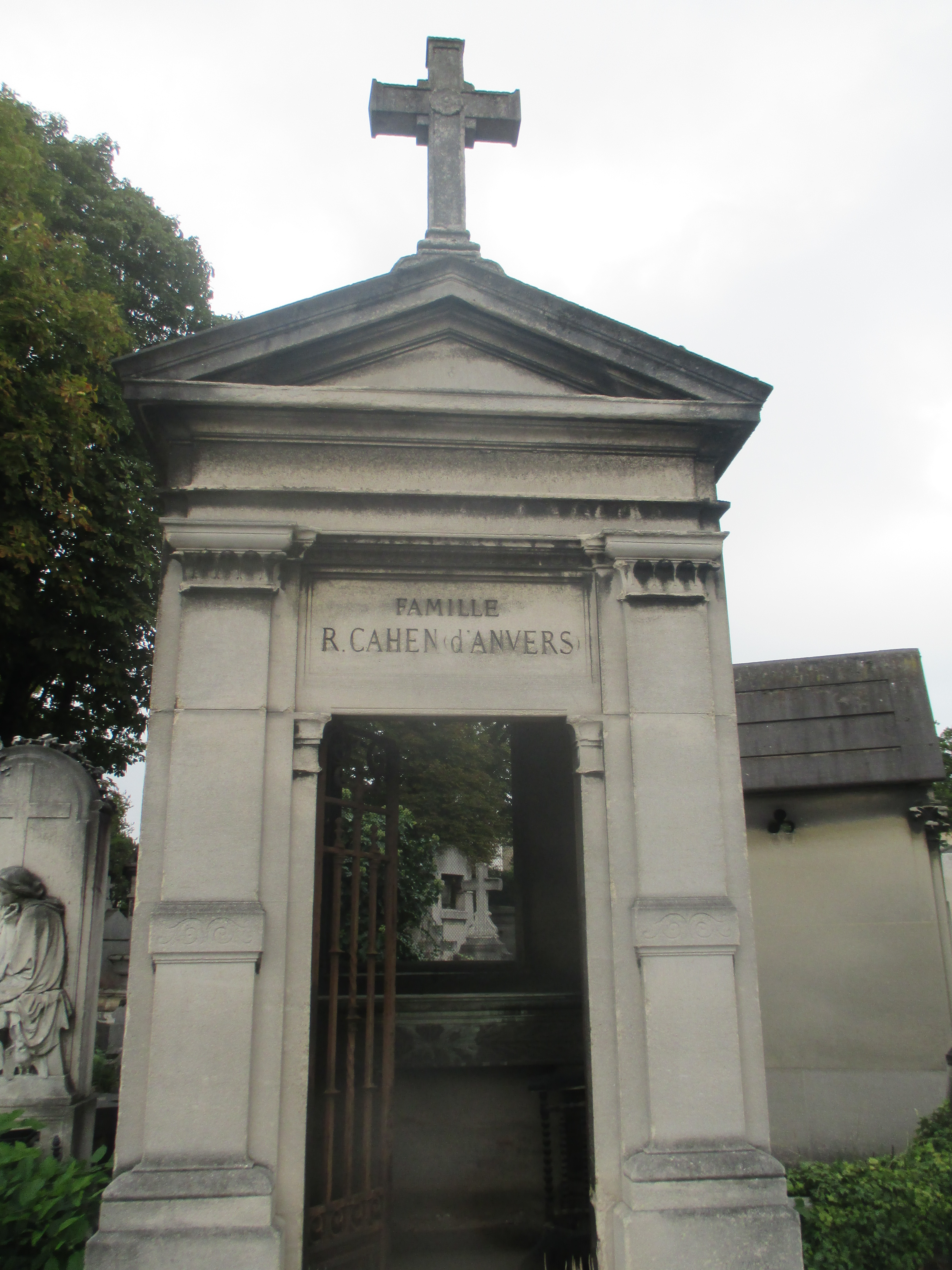
Sépulture de la famille du comte Raphaël Cahen d'Anvers (1841-1900) au cimetière de Passy.
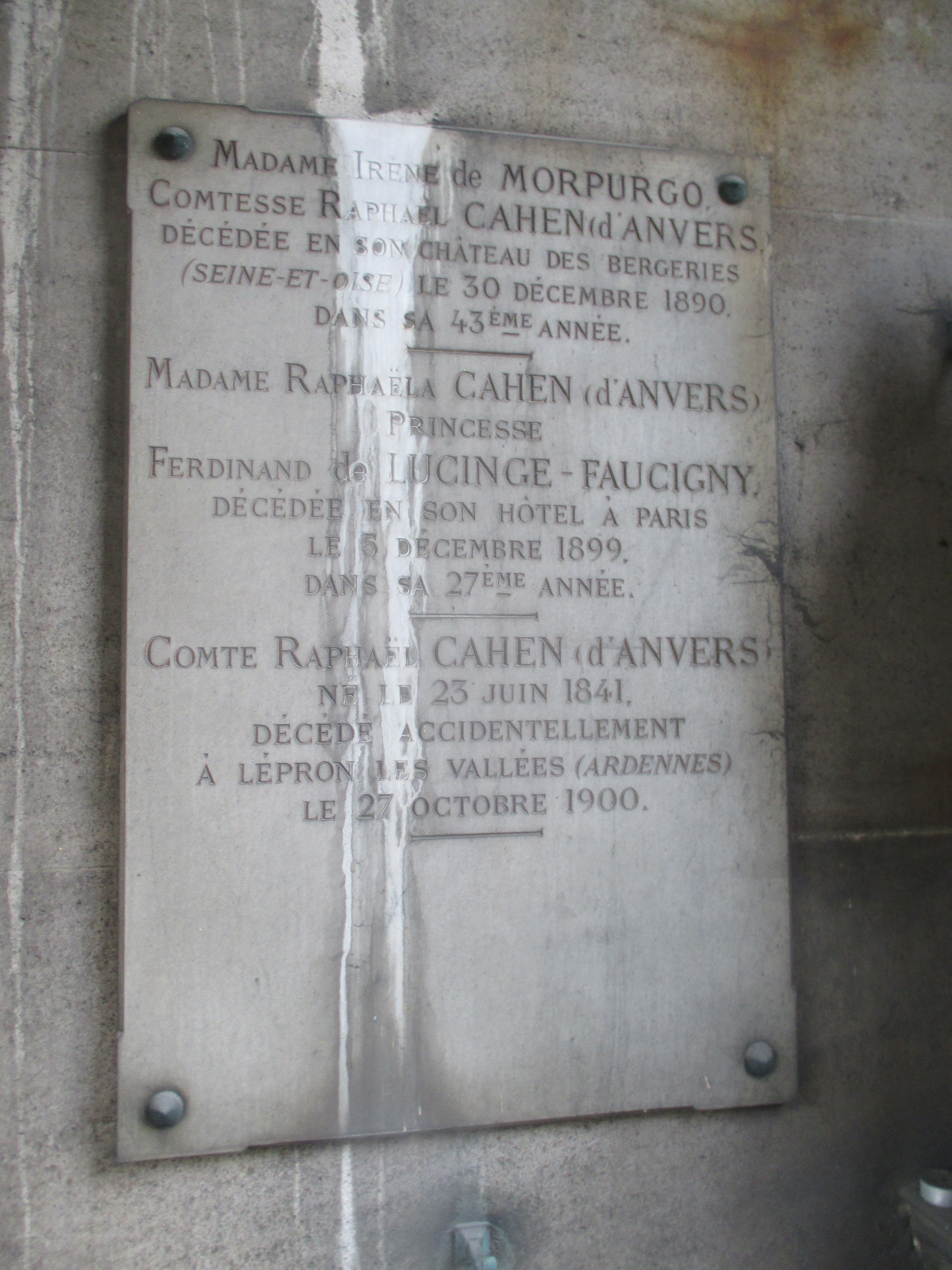
Plaque de la comtesse Cahen d'Anvers née Morpurgo (1849-1890), de la princesse de Faucigny-Lucinge née Cahen d'Anvers (1873-1899) et du comte Raphaël Cahen d'Anvers (1841-1900) dans la chapelle familiale du cimetière de Passy.

## Galerie

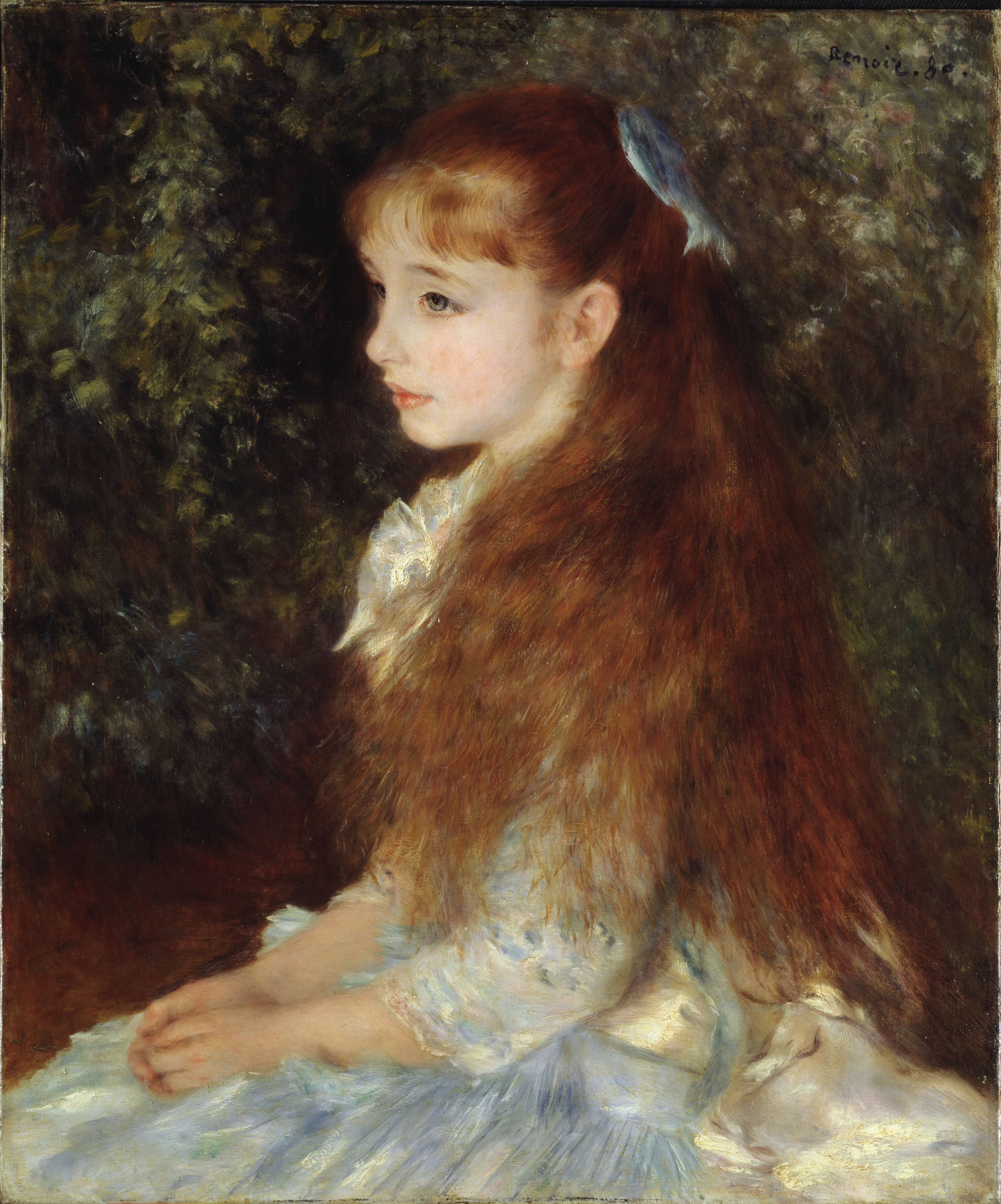
Portrait d'Irène Cahen d'Anvers par Renoir (1880)
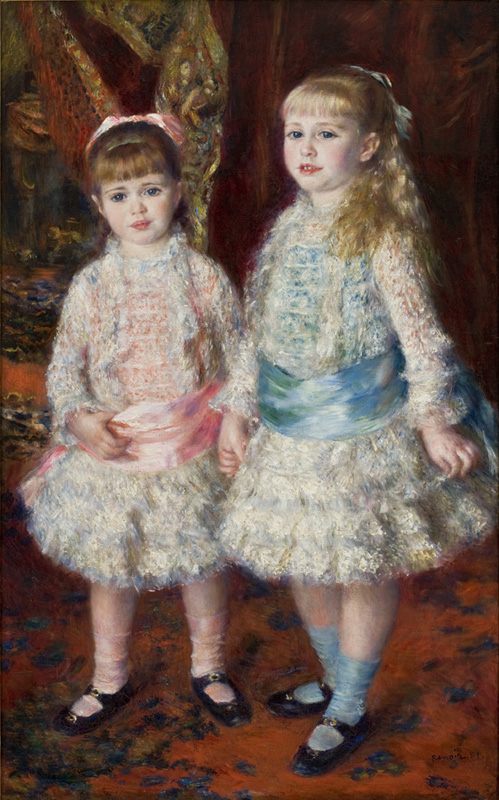
Les Demoiselles Cahen d'Anvers (Élisabeth et Alice) par Renoir (1881).
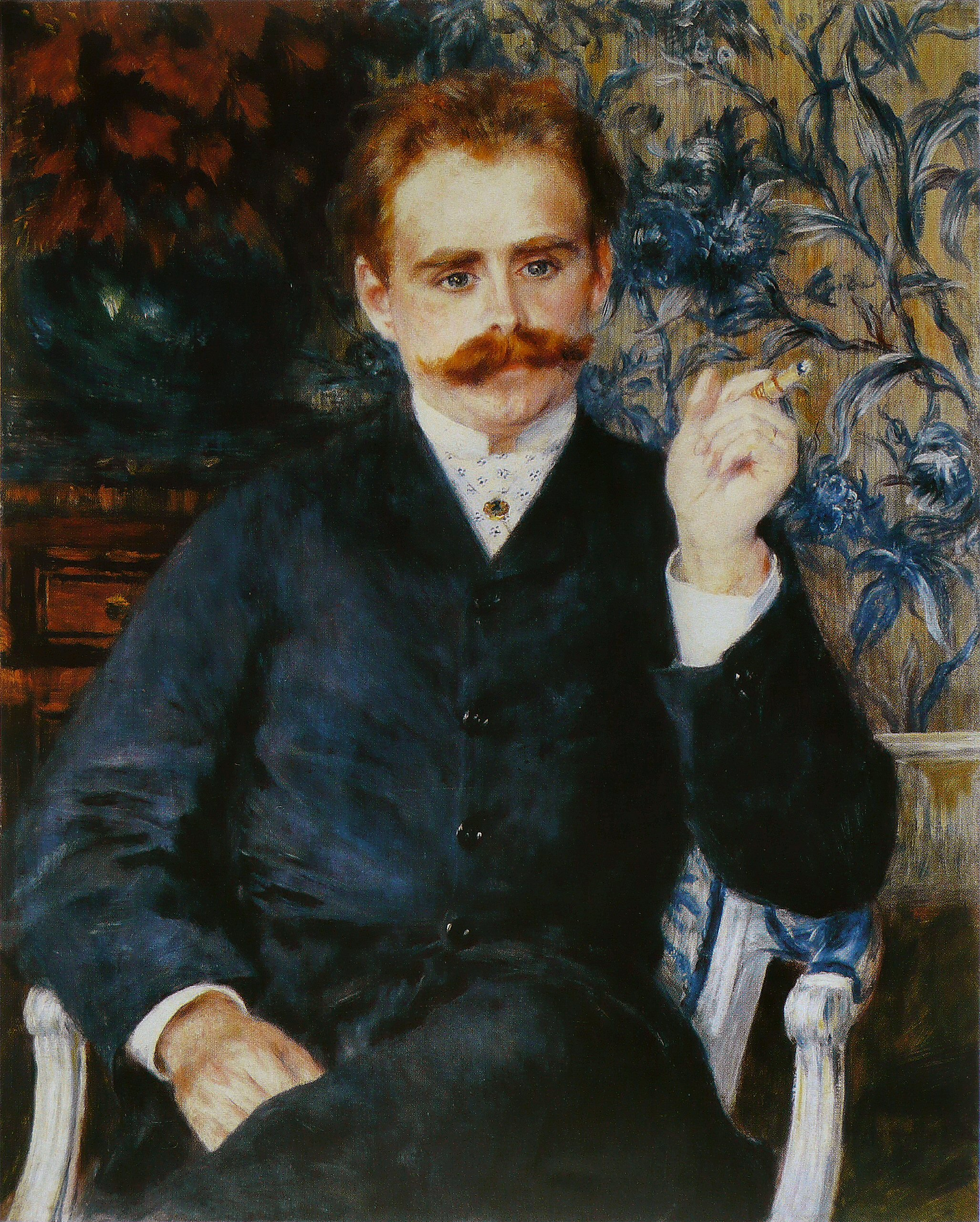
Albert Cahen d'Anvers à Wargemont par Renoir (1881).
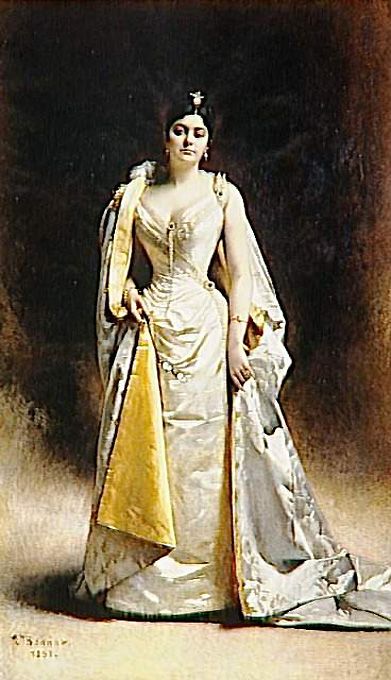
Portrait en pied de Madame Albert Cahen d'Anvers par Léon Bonnat (1891).

## Personnalités
- Louis Cahen d'Anvers
- Albert Cahen

## Pour approfondir